# ミチトラ
ミチトラ（Mizithraまたはmyzithra、ギリシア語: μυζήθρα）は、羊乳またはヤギ乳、若しくはその両方を用いて作ったフレッシュチーズである。乳と乳清の比は、通常7:3である。製法は、イタリアのリコッタチーズと似ているが、ミチトラの方が乾燥している。塩乾して熟成させることもできる。
主にクレタ島で作られるが、ギリシア中に広がっている。Anthotyrosと本質的に同じものであるが、後者は牛乳も含む。キプロスでは、似たものがアナリチーズとして知られる。

## 製法
ミチトラは、生のヒツジまたはヤギの全乳から作られる。最もシンプルな製法では、乳を数分間ゆっくり温め、レンネットか乳清、またはレモン汁、酢、生のイチジクの小枝等の酸性物質を加えて凝固させる。カードが形成されるとすぐに寒冷紗に注いでドレーンに吊るす。寒冷紗から流れ出した乳清は、次のミチトラを凝固させるのに用いることができる。数日後、ミチトラは下部が丸く上部が皺の寄った円錐状の吊るされた形の、甘く湿った柔らかいチーズとなる。このフレッシュな段階で、しばしばパイに入れて食べられる。
酸味の強いミチトラはXynomizithraと呼ばれる。粗塩でフレッシュなミチトラをこすり、布に包んで吊るして熟成させて作る。熟成期間が長いほどより密度が濃く、塩味や酸味は増す。非常に濃く固く白いチーズになったものは、細かく削って食べるのに適したものになる。固く乾燥したミチトラは、anthotyro xeroと呼ばれる。

## 食べ方
このチーズは柔らかく、雪のような白色で、クリーミーで湿り気がある。塩を加えていないため、甘くミルク感の強い味である。蜂蜜をかけてデザートとして食べたり、オリーブやトマトとともにメゼとして食べたりもする。サラダやペストリー、パイ等で食べられるほか、テーブルチーズとして用いられる。
熟成させた塩味のものは、ギリシャ料理で粉チーズとしてパスタ等の料理に用いられる。

## その他
円錐型の丘の上にあるミストラスの町は、ミチトラと形が似ていることから名付けられた(Steven Runciman, A Traveller's Alphabet, "Morea")。